# GSC3977-408
GSC3977-408 — хімічно пекулярна зоря спектрального класу B9, що має видиму зоряну величину в смузі V приблизно 10,2.

## Пекулярний хімічний склад
Зоряна атмосфера GSC3977-408 має підвищений вміст 
Cr
.